# Naissance en 1028
Naissance
- 1024
- 1025
- 1026
- 1027
- 1028
- 1029
- 1030
- 1031
- 1032

Cette page dresse une liste de personnalités nées au cours de l'année 1028 :
- Al-Juwaynī, ou Imam al-Haramayn Dhia' ul-Din Abd al-Malik ibn Yusuf al-Juwayni al-Shafi'i, faqîh (juriste musulman), théologien, Shafi'iste.
- Gertrude de Saxe, comtesse consort de Frise-Occidentale.
- Marianus Scotus, chroniqueur irlandais.
- Nuño Álvarez de Carazo (en), noble, diplomate et guerrier du royaume de Castille.
- Qutb Shah (en), ou Syed Abdullah Qutb Shah Awn ibn Ya‘lā, al-Jilani, al Qadiri, soufiste.